# 灰褐园蛛
灰褐园蛛（学名：Araneus fuscocoloratus）为园蛛科园蛛属的动物。分布于日本、台湾岛以及中国大陆的河北、陕西、河南等地，常见于果园、森林以及灌木或农田。该物种的模式产地在日本。